# Czesław Jakóbiak
Czesław Julian Franciszek Jakóbiak vel Jakubiak (ur. 16 lutego 1897, zm. 1940 w ZSRR) – major kawalerii Wojska Polskiego, ofiara zbrodni katyńskiej.

## Życiorys
Urodził się 16 lutego 1897 jako syn Walentego i Faustyny. Po odzyskaniu przez Polskę niepodległości został przyjęty do Wojska Polskiego w listopadzie 1918. W stopniu podporucznika wojnie polsko-bolszewickiej 1919–1920, służąc w Oddziale Konnej Żandarmerii.
Został awansowany do stopnia porucznika kawalerii służby stałej ze starszeństwem z 1 czerwca 1919. Służył w 22 pułku Ułanów Podkarpackich w garnizonie Radymno. Został awansowany do stopnia rotmistrza kawalerii ze starszeństwem z dniem 1 lipca 1925. W 1928 jako oficer 22 pułku ułanów był odkomenderowany do Centrum Wyszkolenia Kawalerii w Grudziądzu. 18 czerwca 1930 został przeniesiony do 22 pułku ułanów w garnizonie Brody na stanowisko dowódcy szwadronu. W 1934 został dowódcą szwadronu zapasowego 22 pułku ułanów w Złoczowie. 19 marca 1938 został awansowany do stopnia majora kawalerii. Od 1938 do 1939 na stanowisku komendanta Rejonu Przysposobienia Wojskowego Konnego 22 Dywizji Piechoty Górskiej w Przemyślu.
Po wybuchu II wojny światowej w czasie kampanii wrześniowej był dowódcą szwadronu kawalerii dywizyjnej nr 22, który był organicznym pododdziałem 22 Dywizji Piechoty Górskiej. Odbył szlak bojowy tej jednostki. Po agresji ZSRR na Polskę 17 września 1939 na terenach wschodnich II Rzeczypospolitej został aresztowany przez Sowietów. Został zamordowany przez NKWD prawdopodobnie wiosną 1940. Jego nazwisko znalazło się na tzw. Ukraińskiej Liście Katyńskiej opublikowanej w 1994 (został wymieniony na liście wywózkowej 55/4-45 oznaczony numerem 3409). Ofiary z tej części zbrodni katyńskiej zostały pochowane na otwartym w 2012 Polskim Cmentarzu Wojennym w Kijowie-Bykowni.
Miał syna Wiesława (ur. 1922), powstaniec warszawski) i córkę.

## Ordery i odznaczenia
- Krzyż Niepodległości (25 stycznia 1933)[14]
- Krzyż Walecznych (dwukrotnie)
- Srebrny Krzyż Zasługi (19 marca 1931)[15]
- Medal Pamiątkowy za Wojnę 1918–1921
- Medal Dziesięciolecia Odzyskanej Niepodległości
- Medal Międzysojuszniczy „Médaille Interalliée”